# Diocesi di Tenkodogo
La diocesi di Tenkodogo (in latino Dioecesis Tenkodogoënsis) è una sede della Chiesa cattolica in Burkina Faso suffraganea dell'arcidiocesi di Koupéla. Nel 2023 contava 197.000 battezzati su 1.428.457 abitanti. È retta dal vescovo David Koudougou.

## Territorio
La diocesi comprende le province burkinabé di Boulgou e Koulpélogo.
Sede vescovile è la città di Tenkodogo, dove si trova la cattedrale di Maria Regina.
Il territorio è suddiviso in 12 parrocchie.

## Storia
La diocesi è stata eretta l'11 febbraio 2012 con la bolla Ad aptius provehendam di papa Benedetto XVI, ricavandone il territorio dall'arcidiocesi di Koupéla e dalla diocesi di Fada N'Gourma.

## Cronotassi dei vescovi
Si omettono i periodi di sede vacante non superiori ai 2 anni o non storicamente accertati.
- Prosper Kontiebo, M.I. (11 febbraio 2012 - 16 ottobre 2023 nominato arcivescovo di Ouagadougou)
- David Koudougou, dal 6 febbraio 2025

## Statistiche
La diocesi nel 2023 su una popolazione di 1.428.457 persone contava 197.000 battezzati, corrispondenti al 13,8% del totale.
| anno | popolazione | popolazione | popolazione | presbiteri | presbiteri | presbiteri | presbiteri                | diaconi | religiosi | religiosi | parrocchie |
| anno | battezzati  | totale      | %           | numero     | secolari   | regolari   | battezzati per presbitero | diaconi | uomini    | donne     | parrocchie |
| ---- | ----------- | ----------- | ----------- | ---------- | ---------- | ---------- | ------------------------- | ------- | --------- | --------- | ---------- |
| 2012 | 138.212     | 954.377     | 14,5        | 50         | 50         |            | 2.764                     |         |           | 26        | 9          |
| 2014 | 95.514      | 794.000     | 12,0        | 28         | 25         | 3          | 3.411                     |         | 4         | 32        | 9          |
| 2017 | 106.200     | 868.700     | 12,2        | 30         | 28         | 2          | 3.540                     |         | 3         | 56        | 9          |
| 2020 | 160.164     | 1.027.000   | 15,6        | 33         | 28         | 5          | 4.853                     |         | 10        | 51        | 10         |
| 2022 | 192.352     | 1.394.751   | 13,8        | 35         | 28         | 7          | 5.495                     |         | 12        | 65        | 12         |
| 2023 | 197.000     | 1.428.457   | 13,8        | 34         | 25         | 9          | 5.794                     |         | 19        | 71        | 12         |